# Шивелуч
Вулкан Шивелуч — найпівнічніший діючий вулкан на Камчатському півострові. Вулкан лежить у північній частині центральної Камчатської низовини. 

## Географія
Шивелуч — один з найбільших вулканів Камчатки. Діаметр його основи становить 40—50 км, площа щонайменше 1300 км², висота над рівнем моря 3283 м.
Представлений він двома спорудами: Старий і Молодий Шивелуч. Старий — стратовулкан. Складений з грубомеленого матеріалу, що перешаровується з лавовим. Вінчається великою кальдерою (кальдера — казаноподібна западина, що утворилася внаслідок провалу вершини вулкана, а іноді і прилеглої до нього місцевості) діаметром 9 км. Уступи її досить добре збереглися, і висота їх міняється від кількох сотень метрів до 1,5 км в районі головної вершини. При її утворенні було викинуто близько 60 км³ пірокластічного матеріалу, який поширився до русла річки Камчатки і далі.
На дні кальдери і ближче до її північно-західного краю розташовується Молодий Шивелуч. Представлений він кількома злитими екструзивними куполами (Центральний, Подвійний, Суєлич і інші), з короткими лавовими потоками андезитового, андезито-дацитового складу. Діаметр основи Молодого Шивелуча становить 6-7 км.

## Геологія
Шивелуч — вулкан у складі Курило-Камчатської дуги, яка містить десятки інших вулканів. 
Оскільки кора Тихоокеанської плити зазнає субдукцію під Охотську плиту, що призводить до плавлення матеріалів і утворення магми, яка піднімається на поверхню та утворює вулкани.

### Структура
Виділяють три елементи вулкана: стратовулкан Старий Шивелуч; стародавню кальдеру; і активний Молодий Шивелуч, з висотою близько 2800 м. 

Шивелуч — одна з найбільших і найактивніших вулканічних структур Камчатки.

Стратовулкан, що складається з чергування шарів затверділого попелу, затверділої лави та вулканічних порід. 

### Геологічна історія
Шивелуч почав формуватися приблизно 60 000-70 000 років тому під час пізнього плейстоцену, і у голоцені мав щонайменше 60 великих вивержень. 

У голоцені найінтенсивніший період вулканізму — включаючи часті великі та помірні виверження — сталися приблизно в 6500–6400 рр. до н.е., 2250–2000 рр. до н.е. і 50–650 рр. н.е. 
Це збігається з піком активності інших камчатських вулканів. 
Нинішній активний період почався близько 900 року до нашої ери. 
Відтоді великі та помірні виверження змінювали одне одного з інтервалами від 50 до 400 років. 

Хімічно зустрічається повний спектр типів лави зони субдукції: базальт, базальтовий андезит, двопіроксеновий андезит, роговообманковий андезит, роговообманковий дацит, ріоліт. 

## Виверження

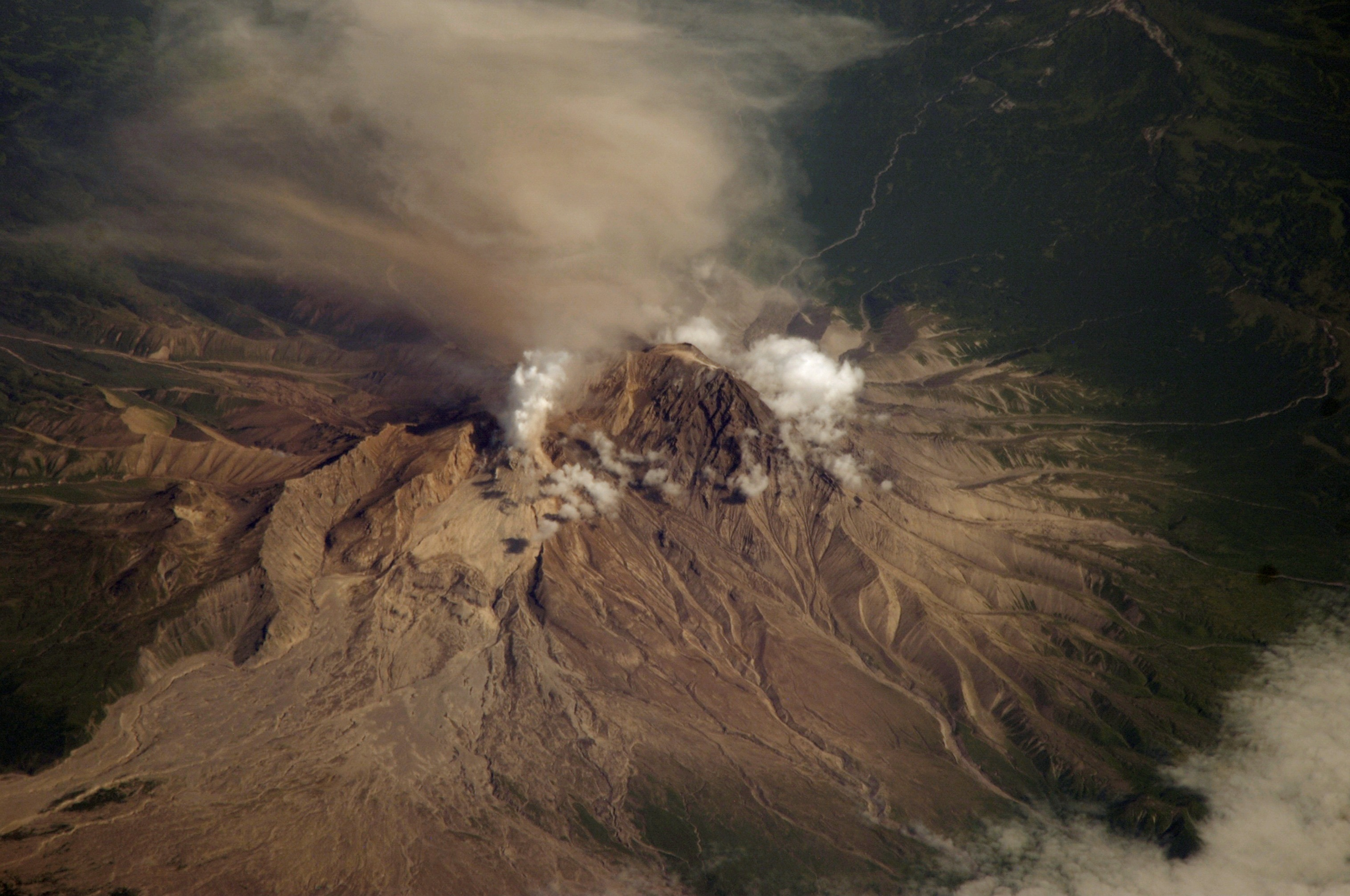
Вулкан Шивелуч, 10 липня 2007 року

Шивелуч — вулкан, що діє. Найзначніші катастрофічні виверження відбуваються через кожні 100—300 років. Останні спостерігалися в 1854 і 1964 роках. Виверження 12 листопада 1964 року стало одним з найсильніших у сучасній історії вулкана — висота стовпа викинутого попелу досягала 15 км, а потоки грязі й уламків вулканічної породи пройшли шлях 20 км. У 1964 році при виверженні сильними вибухами куполи майже повністю знищено, на їхньому місці утворився подвійний кратер. Діаметр північного становить 1,7 км, південного, — близько 2 км. Матеріал, викинутий вибухами, суцільним плащем, потужністю від 0,5 до 50 метрів, відклався на південних схилах. Площа, покрита ним, становила приблизно 100 км².
У 1980 році в північному кратері став формуватися екструзивний купол (без каналу в тілі купола і кратера) андезитового складу. Зростання купола відбувається досі й супроводжується експлозіями (вулканічний вибух, що супроводжується викидами великої кількості пірокластичного матеріалу і газу) різної потужності.
Нижні схили вулкана Шивелуч до висоти 750 метрів покриті лісами кам'яної берези і чагарниками кедрового стланика, вище лежать луги, ближче до вершини — позбавлена рослинності лавово-попільна поверхня.
Слабкі й середньої сили виверження відбуваються значно частіше й зазвичай супроводжуються зростанням екструзивних куполів. Внаслідок вивержень у 2004—2005 роках висота купола вулкана зменшилася на 115 метрів. Хмара попелу поширилася на понад 700 км на захід від вулкана, накривши смугою шириною до 150 км півострів і прилеглу акваторію Охотського моря.
У грудні 2006 року вулкан Шивелуч знов активізувався. У ніч проти 19 грудня 2007 року сейсмологи зафіксували потужне виверження вулкана. З кратера Шивелуча піднялися могутні стовпи попелу, в південному напрямку спустився пірокластичний потік (лавина газу, попелу та уламків магматичного матеріалу температурою близько 800 градусів Цельсія) протяжністю 6—7 км. Потужний сплеск активності вулкана стався 14 вересня 2008 року, він привів до обвалення частини його купола. Посилення активності вулкана почалося у травні 2009 року. У куполі вулкана внаслідок активізації виверження утворилася тріщина глибиною близько 30 метрів. Одне з останніх активних вивержень вулкана зафіксовано у червні 2011 року. Попіл досягав висоти 7500 метрів. Для населених пунктів виверження вулкана небезпеки не являє, проте попільні викиди становлять загрозу для авіації. 
23 листопада 2014 року стався ще один потужний викид попелу, і цього разу його стовп досяг у висоту 8 км, однак він без шкоди розвіявся у південно-східному напрямку.
У ніч проти 11 квітня 2023 року сталося потужне виверження вулкана Шивелуч. За повідомленням Інституту вулканології та сейсмології ДВО РАН (РФ), виверження вулкана досягло особливо сильної стадії. Відеоспостереження за вулканом ускладнені через циклон, снігопад та хуртовину. Висота викиду попелу становила від 15 до 20 км. На Камчатському півострові зафіксували найсильніший за останні 60 років попелопад. Вулканічний попіл накрив найближчі селища. Вулкану присвоєно найвищий (червоний) код авіаційної небезпеки.
30 квітня 2023 року, внаслідок активізації вулкана Шивелуч, підвищено ймовірність попелових викидів до 15 тис. м над рівнем моря з можливим утворенням пірокластичних потоків, протяжність яких може становити до 10–15 км. Зазначається, що якщо пірокластичні потоки пройдуть відстань близько 15 км, вони можуть дійти до траси Мильково — Ключі — Усть-Камчатськ. Попелопад при цьому очікується в селищах Козиревськ, Ключі та Усть-Камчатськ. Місцевим жителям рекомендовано не наближатися до вулкана Шивелуч ближче, ніж на 25 км. Вулкан отримав «помаранчевий» код авіаційної небезпеки.
17 серпня 2024 року, після землетрусу магнітудою 7,2 балів (за оцінкою EMSC), який стався о 7 ранку за місцевим часом (близько 22:00 за київським часом) поблизу східного узбережжя півострова Камчатки (за ~90-108 км від Петропавловська-Камчатського), почалося нове виверження вулкану Шивелуч. Станом на 19 серпня 2024 року викид попелу з вулкану досяг висоти — до 9 км над рівнем моря, що створило несприятливі умови для авіації. Станом на початок вересня 2024 року вулкан Шивелуч продовжує своє виверження.

## Виноски
1. ↑  за шкалою Ріхтера